# Paravai
Paravai là một thị xã panchayat của quận Madurai thuộc bang Tamil Nadu, Ấn Độ.

## Nhân khẩu
Theo điều tra dân số năm 2001 của Ấn Độ, Paravai có dân số 16.346 người. Phái nam chiếm 51% tổng số dân và phái nữ chiếm 49%. Paravai có tỷ lệ 73% biết đọc biết viết, cao hơn tỷ lệ trung bình toàn quốc là 59,5%: tỷ lệ cho phái nam là 80%, và tỷ lệ cho phái nữ là 65%. Tại Paravai, 12% dân số nhỏ hơn 6 tuổi.